# Josef Gauchel
Josef „Jupp” Gauchel (ur. 11 września 1916 w Koblencji, zm. 21 marca 1963 tamże) – niemiecki piłkarz grający na pozycji napastnika, reprezentant III Rzeszy w latach 1936–1942, olimpijczyk.

## Kariera klubowa
Przez całą karierę związany był z klubem TuS Neuendorf. Jego imieniem nazwano ulicę w Koblencji, przy której mieści się stadion TuS Koblenz.

## Kariera reprezentacyjna
W reprezentacji III Rzeszy zagrał 16 razy i zdobył 13 bramek. Uczestnik Igrzysk Olimpijskich 1936 i Mistrzostw Świata 1938.